# ハックマナイト

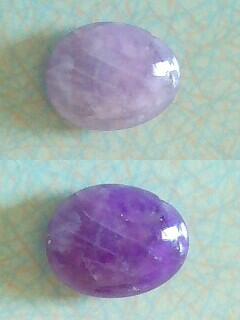
ハックマナイト： ハックマナイトの紫外線照射前(上）と後(下）の色の変化。太陽光に当てると数分で色が変化する。

ハックマナイト (hackmanite) は、方ソーダ石（ソーダライト）の変種。和名はハックマン石。ロシアのコラ半島で最初に発見された。
フィンランドの地質学者であるビクトル・ハックマンから名前がつけられた。

## 産出地
産地としては　ロシア、カナダ、アフガニスタン、ミャンマー、ブラジルなどが挙げられ、パキスタンでも産出されている。
霞石閃長岩に有する。

## 性質・特徴
組成式は Na8Al6Si6O24(Cl.S)2。モース硬度は5.5。屈折率は1.47。
青緑色系スペクトルの強い太陽光の下では数分で紫外線を吸収し、淡いパープルピンクもしくは乳白色から濃いパープルピンクもしくは薄乳赤紫色に変化する。(テネブレッセンス効果)光の屈折によって変色するアレキサンドライトとは違い、硫黄成分が紫外線を吸収して石そのものが変色する。